# V339 Puppis
V339 Puppis (V339 Pup / HD 49336 / HR 2510 / HIP 32434) es una estrella en la constelación austral de Puppis —la popa del Argo Navis— de magnitud aparente +6,19.
Se encuentra a 1325 años luz del sistema solar.
V339 Puppis es una estrella blanco-azulada de tipo espectral B4Vne —también catalogada como B6Vne— con una temperatura efectiva de 16.400 ± 500 K.
Considerando todas las longitudes de onda, es 3800 veces más luminosa que el Sol y su diámetro es aproximadamente 3,9 veces más grande que el diámetro solar. Rota con una velocidad de 220 km/s, si bien este es sólo el límite inferior; el valor real depende de la inclinación de su eje respecto a la Tierra.
7 veces más masiva que el Sol, todavía está en la secuencia principal, obteniendo su energía de la fusión de su hidrógeno interno.
Tiene una edad aproximada de 41 millones de años, lo que supone que ha transcurrido el 80% de su vida como estrella de la secuencia principal.
V339 Puppis es una estrella variable catalogada como estrella Be y también como variable Gamma Cassiopeiae.
Su brillo fluctúa entre magnitud aparente +6,15 y +6,27.